# Conidióforo

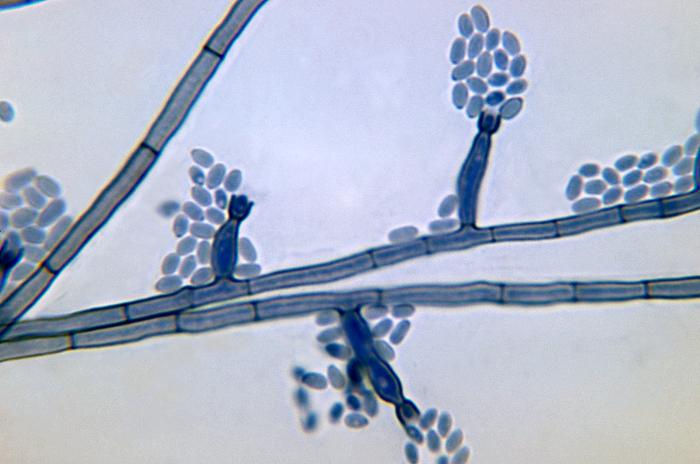
Conidios en el extremo de un conidióforo en Phialophora verrucosa.

En ciertos hongos, la conidiófora o conidióforo (del griego koni- κόνι-ς/-ος polvo + -idio pequeño + -phor(o)- -φορος que lleva) es una estructura microscópica especializada en la producción asexual de miles de esporas llamadas conidios. Se localizan en el extremo de hifas las cuales levantan la conidiófora en el aire con el fin de esparcir las esporas con más eficiencia. Algunas conidióforas (en el Geotrichum candidum, por ejemplo) son de un filamento, mientras que otras (en el Trichoderma viride, por ejemplo) son ramificadas. 
Los conidióforos se localizan aislados o en conidiomas siendo la morfología de estos (picnidios, acérvulos, sinemas o esporodoquios) un carácter taxonómico importante en hongos imperfectos.